# Roberto Bellarosa
Roberto Bellarosa (* 23. August 1994 in Huy) ist ein belgischer Popsänger italienischer Abstammung.

## Karriere
Bellarosa nahm 2012 an der ersten Staffel der Castingshow The Voice Belgique, der wallonischen Version von The Voice mit und gewann diese. Mit seinem Sieg am 10. April 2012 erhielt er einen Plattenvertrag mit dem Label Sony für ein Album. Am 21. September erschien dieses namens Ma voie.

### Auftritte beiThe Voice Belgique
| Stage           | Datum            | Song                    | im Original von                  | Anmerkung                                               |
| --------------- | ---------------- | ----------------------- | -------------------------------- | ------------------------------------------------------- |
| Blind Auditions | 3. Januar 2012   | You Give Me Something   | James Morrison                   |                                                         |
| Battle          | 31. Januar 2012  | Même Si                 | Grégory Lemarchal & Lucie Silvas | Gewonnenes Duell gegen Daniela Sindaco                  |
| Live            | 28. Februar 2012 | Apologize               | OneRepublic                      |                                                         |
| Live            | 13. März 2012    | Wicked Game             | Chris Isaak                      |                                                         |
| Live            | 27. März 2012    | Le blues du businessman | Claude Dubois                    |                                                         |
| Live            | 3. April 2012    | Just the Two of Us      | Bill Withers                     | Duo mit Leonie W'asukulu                                |
| Live            | 3. April 2012    | As                      | Stevie Wonder                    |                                                         |
| Live            | 10. April 2012   | Firework                | Katy Perry                       | Mit Renato Bennardo, Giusy Piccarreta und Daisy Hermans |
| Live            | 10. April 2012   | You Give Me Something   | James Morrison                   |                                                         |
| Live            | 10. April 2012   | Vivre pour le meilleur  | Johnny Hallyday                  |                                                         |
| Live            | 10. April 2012   | Jealous Guy             | John Lennon                      | Gewinner                                                |

### Teilnahme beim ESC-2013
2013 nahm er beim Eurovision Song Contest in Malmö teil und vertrat Belgien dort mit dem Song Love Kills. Er erreichte den 12. Platz.

## Diskografie
Alben
- 2012: Ma voie

Singles
- 2012: Jealous Guy
- 2012: Je crois
- 2012: Apprends-moi
- 2013: Love Kills
- 2013: Suivre mon étoile
- 2014: Agathe
- 2015: Suis ta route
- 2015: My Girl